# Afnor Certification
Afnor Certification est une société délivrant, sur audit ou sur évaluation, des signes de confiance dans le domaine volontaire comme dans le domaine réglementaire. 
Au niveau européen, Afnor Certification est notifiée pour plusieurs directives européennes afin de délivrer le marquage CE, qui atteste la conformité des produits aux exigences réglementaires européennes. 

## Historique
Afnor Certification est née dans la continuité de la fusion, en 2004, entre l'Association française pour l'assurance de la qualité (Afaq) et l'Association française de normalisation au sein du groupe Afnor .

## Principe de la certification
La certification s’adresse avant tout au client final, qu’il soit consommateur ou utilisateur. Elle est la preuve objective que le produit ou le service acheté ou fourni dispose des caractéristiques définies dans une norme ou un référentiel, et qu’il fait régulièrement l’objet de contrôles. La crédibilité de la certification repose sur la compétence d’un organisme certificateur mais aussi sur son impartialité. Les organismes certificateurs sont eux-mêmes contrôlés par des organismes d’accréditation indépendants, le Cofrac en France.
La certification est délivrée après une évaluation des systèmes, des services, des produits ou encore des compétences professionnelles, objets de la demande. Cette évaluation consiste à en mesurer les caractéristiques. Si celles-ci correspondent en tous points à celles fixées dans le référentiel, la certification est délivrée, pour une période précise à l'issue de laquelle elle peut être renouvelée, après un nouvel audit. 
En France, Afnor Certification propose plus de 500 prestations, les deux marques les plus connues étant Afaq et NF.

## Certification de systèmes
Afnor Certification propose de certifier un système de management sur la base des normes internationales du même nom, sous la marque Afaq.

## Certification de produits

### Marque NF
Cette certification est principalement centrée sur la marque NF et concerne les équipements domestiques, les biens de consommation, l’électricité, les matériels de sécurité, les produits industriels, de constructions, les produits écologiques… Des centaines de milliers de références commerciales sont certifiées « marque NF ». 

### Écolabel européen
Dans la gamme de la certification de produits, Afnor Certification distribue aussi l'Écolabel européen, qui distingue les produits dont l’impact sur l’environnement est réduit, à service rendu équivalent. 

### Autres certification
Elle propose encore la marque NF Validation qui certifie les kits commerciaux d’analyse microbiologiques, utilisés dans l’agroalimentaire et les métiers de l’eau.

## Certification de service
La certification de service a pour objectif de garantir le respect des engagements qu’une entreprise ou une profession prend vis-à-vis de ses clients ou des consommateurs. La marque NF s'est étendue à la certification de service sous l'appellation NF Service.

## Certification de personnes
La certification de personnes apporte la preuve qu’une personne peut mettre en pratique des connaissances et/ou un savoir-faire et, le cas échéant, des qualités personnelles. Elle est délivrée pour une durée définie et doit faire l’objet d’actions visant à s’assurer régulièrement du maintien et de l’amélioration des compétences.

## Attestation de conformité à la réglementation
Le marquage CE est un marquage européen obligatoire pour tous les produits soumis à une ou plusieurs directives européennes. Il indique que les produits respectent les exigences essentielles en matière de sécurité, de santé publique et de protection des consommateurs. Le marquage CE permet aux produits de circuler librement dans tout l’espace économique européen. 
Afnor Certification est notifié sur quatre directives : produits de la construction, équipements de protection individuelle, ascenseurs et équipements sous pression.

## Labels
Le label est délivré à tout organisme pouvant témoigner de son exemplarité en une matière donnée. Obtenir un label consiste à répondre précisément à chaque point d’un cahier des charges spécifique et à se soumettre à l’avis d’une commission externe multipartite. 
Le Label « Égalité », récompense les organismes engagés dans une démarche d’égalité professionnelle et pouvant se prévaloir de progrès significatifs.
Le label « Diversité », atteste de l'engagement des organismes en matière de prévention des discriminations, d’égalité des chances et de promotion de la diversité dans le cadre de la gestion des ressources humaines. Les labels égalité et diversité sont soumis à la commission du Label Diversité, ou à la commission du Label Egalité. Le label est accordé pour quatre ans, assorti d’un audit de suivi à deux ans.

## Communication

### Activité de lobbying en France
Pour l'année 2017, Afnor Certification déclare à la Haute Autorité pour la transparence de la vie publique exercer des activités de lobbying en France pour un montant qui n'excède pas 10 000 euros.